# Culicoides kamrupi
Culicoides kamrupi är en tvåvingeart som beskrevs av Nibedita Sen och Gupta 1959. Culicoides kamrupi ingår i släktet Culicoides och familjen svidknott. Inga underarter finns listade i Catalogue of Life.